# Mogh
In het Star Trekuniversum is Mogh een Klingon. Hij werd jaren gezien als een verrader die de Romulans in staat stelde Khitomer aan te vallen en te vernietigen.
Mogh noemde zijn eerste zoon Worf naar zijn vader, kolonel Worf, die James T. Kirk en Leonard McCoy verdedigde tijdens het proces dat tegen hen was aangespannen voor de moord op Chancellor Gorkon. Mogh noemde zijn tweede zoon Kurn.
Mogh verhuisde met zijn gezin naar Khitomer in 2346. Mogh, zijn vrouw, en 4000 andere Klingonburgers werden gedood in de aanval; alleen Worf en zijn kindermeisje Khalest overleefden hem, Worfs broer Kurn was niet op de planeet. In werkelijkheid had de verrader Ja'rod van het huis van Duras de code van Khitomers planetaire schild aan de Romulans gegeven. Twee decennia lang was niet duidelijk wie de Klingons had verraden.
In 2366 kwam er informatie boven water dat Ja'rod verantwoordelijk was geweest voor de aanval. Omdat het Huis van Duras toen een politiek krachtig Huis was vond de Hoge Raad dat het ontmaskeren van Ja'rod als de verrader en daardoor het onteren van het Huis van Duras een burgeroorlog zou ontketenen. De Raad fabriceerde bewijs dat Mogh de Khitomerbuitenpost had verraden en bepaalde dat Mogh en zijn familie verraders waren. Toen Worf en Kurn deze beslissing kwamen aanvechten ontdekte de bemanning van de Enterprise-D al snel de waarheid.
Toen het duidelijk werd dat de Raad Ja'rod niet wilde ontmaskeren accepteerde Worf excommunicatie om te voorkomen dat er een burgeroorlog zou uitbreken in het Imperium, en om in leven te blijven om later voor de eer van zijn Huis te kunnen vechten. Tot het einde van 2367 werd het Huis van Mogh met de neus aangekeken binnen de Klingonsamenleving. Toen Worf Gowron ondersteunde bij zijn (succesvolle) poging tot Chancellor van de Hoge Raad te worden gekozen, herstelde Gowron de eer van Worfs huis.
Hoewel Mogh nooit in de televisieseries te zien is geweest, heeft hij wel in romans een rol gespeeld en staat hij ook op een kaart in het Star Trek: The Next Generation Customizable Card Game. De afbeelding op de kaart is ontstaan door afbeeldingen van de zonen van het personage, Worf (Michael Dorn) and Kurn (Tony Todd) samen te voegen.